# سیارک ۱۱۸۵۵
سیارک ۱۱۸۵۵ (به انگلیسی: 11855 Preller، نامگذاری:1988RS3) یازده هزار و هشتصد و پنجاه و پنجمین سیارک کشف شده‌است که در ۸ سپتامبر ۱۹۸۸ کشف شد.
قدر مطلق سیارک برابر ۱۵٫۰۰ است.